# Jeanne Goupille
Pour les articles homonymes, voir Ballue.
Jeanne Goupille, née Jeanne Ballue le 22 mai 1896 à Paris et morte le 4 mai 1987 à Tours, est une Juste parmi les Nations et personnalité de la Résistance française d'Indre et Loire pendant la Seconde Guerre mondiale,. Avec l'aide des membres de la famille, des habitants des fermes du secteur ou d'autres personnalités (Abbé Henri Péan...), ils organisent le transfert clandestin de plus de 2 000 personnes (juifs, résistants, évadés) à travers cette ligne.

## Biographie

### Famille
Ses parents, Pierre Ernest Ballue et Thérèse Pomey, sont des peintres réputés, originaires d'Indre et Loire et d'Alsace-Lorraine.
Elle est mariée à André Goupille, également résistant durant la Seconde Guerre mondiale. Ils ont quatre enfants, Élisabeth, Pierre, Louis et Jean, nés entre 1924 et 1927.
Lorsque la Seconde Guerre mondiale éclate, la famille Goupille quitte La Haye-Descartes et se réfugie sur l'île d'Oléron. À la suite de la rediffusion radiophonique du discours du général de Gaulle, Jeanne et André Goupille décident de revenir à la Haye-Descartes.
Elle recueille un orphelin, né en 1940 victime de l'exode, et embauche Odette Métais pour s'en occuper.

### Rôle dans la résistance
La profession de vétérinaire permet à André Goupille d'obtenir un laissez-passer, l'autorisant à franchir la ligne de démarcation. Avec l'aide des membres de la famille, des habitants des fermes du secteur ou d'autres personnalités (Abbé Henri Péan...), ils organisent le transfert clandestin de plus de 2 000 personnes (juifs, résistants, évadés) à travers cette ligne.
Durant l'été 1940, Jeanne prend contact avec le réseau du Musée de l'Homme. La famille Goupille joue dès lors un rôle important dans la circulation du courrier, et devient un point de passage aussi bien pour les documents, que pour les agents de la France libre.

## Distinctions
- Officier de la Légion d'honneur (1963)
- Croix de guerre 1939–1945 (1946)
- Médaille de la Résistance française (décret du 3 juillet 1946)
- Médaille de la Liberté (États-Unis) (1946)
- Juste parmi les Nations (2000)

## La famille Goupille et leurs proches dans la Résistance
Toute la famille entre en résistance :
- Simone Goupille, sœur d'André Goupille
- Jeanne et André Goupille, leurs parents
- les enfants Élisabeth, Pierre, Louis et Jean Goupille,
- Lucien Marchelidon, réfractaire au STO chargé par la Résistance de faire la liaison entre les groupes du Sud-Touraine à partir de 1943, fiancé à Odette Métais, il est souvent chez les Goupille
- Odette Métais, employée de maison de la famille Goupille

Les autres principaux résistants avec qui les Goupille sont en contact sont Henri Péan, curé de Draché et Marie-Thérèse de Poix à Sepmes
Après la déclaration de guerre de l'URSS, les postes de contrôle autour de la ligne de démarcation se renforcent et les passeurs se font plus rares. Il devient plus difficile d'atteindre la zone libre. Le foyer des Goupille devient un refuge.
André Goupille est arrêté une première fois en janvier 1942, Jeanne réussit à le faire libérer en faisant jouer leurs relations auprès des Services vétérinaires allemands. Après cette alerte, les Goupille s'installent en Zone libre à la Brémaudière du Grand-Pressigny, juste de l'autre côté de la ligne de démarcation et continuent leur action.
En 1943, l'action du réseau se diversifie, des parachutages sont organisés. Les Goupille y participent. Parallèlement, la famille ouvre ses portes aux réfractaires du STO, leur fournit faux-papiers et abris et facilite leur recherche de travail grâce au réseau qu'ils ont su construire.
En 1944, la situation devient encore plus difficile et les réseaux de résistance sont souvent infiltrés. Au début de cette année-là, la Gestapo procède à de nombreuses arrestations à la Haye-Descartes. Les Goupille sont arrêtés le 16 février et déportés en camps de concentration. Jeanne est la seule à être relâchée, elle prévient d'autres membres du groupe, leur permettant de s'échapper. À nouveau arrêtée le 25 février, elle est interrogée et torturée à la prison de Tours, envoyée à Compiègne puis au camp de concentration de Ravensbrück avec sa fille Élisabeth puis enfin à Beendorf, dans le « sous-camp » (KZ Beendorf) de Ravensbrück et Neuengamme.
Toute la famille survit à la déportation et revient s'installer à la Haye-Descartes à la suite de leur libération en 1945.
Jeanne Goupille décède le 4 mai 1987 à Tours et elle est reconnue officiellement lors d'une cérémonie le 28 mai 2000 par Yad Vashem comme Juste parmi les Nations,,. Le comité français pour Yad Vashem leur attribue d'avoir sauvé Marcelle Sée, Étienne Weill-Raynal et Henri Weitzman.